# 16. National Hockey League All-Star Game
Das 16. National Hockey League All-Star Game wurde am 6. Oktober 1962 in Toronto, Kanada, ausgetragen. Das Spiel fand im Maple Leaf Gardens, der Spielstätte des Stanley-Cup-Siegers Toronto Maple Leafs statt.
Die Maple Leafs setzten sich deutlich mit 4:1 gegen die NHL All-Stars durch.

## Mannschaften
| #           | Land        | Spieler         | Pos.          |
| Torhüter    |             |                 |               |
| 1           | Kanada 1957 | Johnny Bower    | Johnny Bower  |
| Verteidiger |             |                 |               |
| 2           | Kanada 1957 | Carl Brewer     | Carl Brewer   |
| 7           | Kanada 1957 | Tim Horton      | Tim Horton    |
| 19          | Kanada 1957 | Kent Douglas    | Kent Douglas  |
| 21          | Kanada 1957 | Bobby Baun      | Bobby Baun    |
| 22          | Kanada 1957 | Larry Hillman   | Larry Hillman |
| 26          | Kanada 1957 | Allan Stanley   | Allan Stanley |
| Angreifer   |             |                 |               |
| 4           | Kanada 1957 | Red Kelly       | C             |
| 9           | Kanada 1957 | Dick Duff       | LW            |
| 10          | Kanada 1957 | Chief Armstrong | RW            |
| 11          | Kanada 1957 | Bob Nevin       | RW            |
| 12          | Kanada 1957 | Ron Stewart     | RW            |
| 14          | Kanada 1957 | Dave Keon       | C             |
| 15          | Kanada 1957 | Billy Harris    | C             |
| 20          | Kanada 1957 | Bob Pulford     | LW            |
| 23          | Kanada 1957 | Eddie Shack     | RW            |
| 24          | Kanada 1957 | John MacMillan  | RW            |
| 25          | Kanada 1957 | Ed Litzenberger | RW            |
| 27          | Kanada 1957 | Frank Mahovlich | LW            |

| #           | Land        | Spieler          | Pos.            | Team               |
| Torhüter    |             |                  |                 |                    |
| 1           | Kanada 1957 | Glenn Hall       | Glenn Hall      | Chicago Blackhawks |
| 1           | Kanada 1957 | Jacques Plante   | Jacques Plante  | Montréal Canadiens |
| 1           | Kanada 1957 | Gump Worsley     | Gump Worsley    | New York Rangers   |
| Verteidiger |             |                  |                 |                    |
| 2           | Kanada 1957 | Doug Harvey      | Doug Harvey     | New York Rangers   |
| 3           | Kanada 1957 | Pierre Pilote    | Pierre Pilote   | Chicago Blackhawks |
| 4           | Kanada 1957 | Jean-Guy Talbot  | Jean-Guy Talbot | Montréal Canadiens |
| 18          | Kanada 1957 | Jack Evans       | Jack Evans      | Detroit Red Wings  |
| 19          | Kanada 1957 | Doug Mohns       | Doug Mohns      | Boston Bruins      |
| 20          | Kanada 1957 | Leo Boivin       | Leo Boivin      | Boston Bruins      |
| Angreifer   |             |                  |                 |                    |
| 5           | Kanada 1957 | Bernie Geoffrion | RW              | Montréal Canadiens |
| 6           | Kanada 1957 | Andy Bathgate    | LW              | New York Rangers   |
| 7           | Kanada 1957 | Norm Ullman      | C               | Detroit Red Wings  |
| 9           | Kanada 1957 | Gordie Howe      | RW              | Detroit Red Wings  |
| 10          | Kanada 1957 | Alex Delvecchio  | C               | Detroit Red Wings  |
| 11          | Kanada 1957 | Bobby Hull       | LW              | Chicago Blackhawks |
| 12          | Kanada 1957 | Ralph Backstrom  | C               | Montréal Canadiens |
| 14          | Kanada 1957 | Claude Provost   | RW              | Montréal Canadiens |
| 15          | Kanada 1957 | Dean Prentice    | LW              | New York Rangers   |
| 17          | Kanada 1957 | Don McKenney     | C               | Boston Bruins      |

## Spielverlauf

### Toronto Maple Leafs 4 – 1 NHL All-Stars
| Team       | Zeit  | Stand | Torschütze      | Vorlagengeber   | Vorlagengeber   |
| 1. Drittel |       |       |                 |                 |                 |
|            | 5:22  | 1–0   | Dick Duff       | Kent Douglas    | Chief Armstrong |
|            | 7:26  | 1–1   | Gordie Howe     | Alex Delvecchio | Pierre Pilote   |
|            | 10:45 | 2–1   | Bob Pulford     | Ron Stewart     |                 |
|            | 13:03 | 3–1   | Frank Mahovlich | Allan Stanley   |                 |
|            | 19:32 | 4–1   | Eddie Shack     | Dave Keon       |                 |

Schiedsrichter: Eddie Powers 

Linienrichter: Matt Pavelich, Ron Wicks 

Zuschauer: 14.236